# Nevzat Üstün
Nevzat Üstün (* 1924 in Istanbul; † 8. November 1979 in Bolu) war ein türkischer Dichter und Schriftsteller.
Nevzat Üstün wurde 1924 als Sohn einer wohlhabenden Familie in Istanbul geboren. Seine Grundschulzeit verbrachte er in Develi, Kayseri. Nach dem Gymnasialabschluss ging er 1946 nach Paris, nach zwei Jahren kehrte er ohne sein Studium zu beenden zurück in die Türkei. Hier wandte er sich nach seinem Militärdienst dem Journalismus zu. Er war Mitbegründer der Zeitschrift Nokta (Punkt) und schrieb im Feuilleton verschiedener Zeitungen: so 1961 in Tanin, 1962 in Ekspres, 1963 in Vatan, 1964 in İkdam und Yeni Tanin. Bekannt wurde er vor allem durch seine in zahlreichen Zeitschriften veröffentlichten Gedichte. Er starb am 8. November 1979 an den Folgen eines Verkehrsunfalls.
Geprägt wurde er von französischen Dichtern wie Paul Valéry und Paul Verlaine sowie der Garip-Strömung um Orhan Veli. Aus diesen Vorbildern und auch traditioneller türkischer Satire entwickelte er einen eigenen Stil. Seine Werke widmen sich meist sozialen Problemen und Kämpfen.
In der Türkei wird Nevzat Üstün wie zahlreiche andere sozialkritische Autoren häufig als Vertreter des Sozialistischen Realismus verstanden, obwohl sie sich stilistisch und inhaltlich mitunter stark von jenem abheben.
Seine Erzählungen wurden u. a. ins Russische, Tschechische und Bulgarische übersetzt.

## Nevzat Üstün Preis
Seine Familie stiftete den Nevzat Üstün Preis für Gedichte und Erzählungen, der seit 1980 jährlich am 8. November, dem Todestag Nevzat Üstüns, vergeben wird. Seit 1982 werden abwechselnd in einem Jahr Dichter, im nächsten Erzähler ausgezeichnet.
Einige Preisträger:
- Osman Şahin: Bunlardan Ağız İçinde Dil (Nevzat Üstün Öykü Ödülü, 1980)
- Ali Yüce: Halk Çağı (Nevzat Üstün Şiir Ödülü, 1980)
- Hüseyin Yurttaş: Sanayi Çarşısı (Nevzat Üstün Şiir Başarı Ödülü, 1980)
- Hasan Hüseyin Korkmazgil: Filiz Kıran Fırtınası (Nevzat Üstün Şiir Ödülü, 1981)
- Ahmet Özer: Ayrı Beraberlikler (Nevzat Üstün Şiir Başarı Ödülü, 1981)
- Hidayet Karakuş: Hangi Leylasın Sen (Nevzat Üstün Şiir Ödülü, 1982)
- Şükran Kurdakul: Bir Yürekten Bir Yaşamdan (Nevzat Üstün Şiir Ödülü, 1983)

## Werke
Gedichte:
- Oluş (1946)
- Yaşadığımız Devre Dair Şiirler (1951)
- Cüceler Çarşısı (1955)
- Yitikler Kapısı (1960)
- Güneş Ülkesi (1964)
- Hey Sen Amerikalı (1967)
- Köprübaşı (1968, Gesammelte Gedichte)
- Ak Yeşil Kavak Ağaçları (1972)
- Beklenen Sabah (1978, Ausgewählte Gedichte)

Erzählungen:
- Yaşama Duvarı (1964)
- Almanya Almanya (1965)
- Çıplak (1966)
- Akrep Üretme Çiftliği (1968)
- Çıplak (1970, Sammelausgabe der ersten vier Erzählbände)
- Boğaların Ölümü (1975)

Reiseschriften:
- Sovyetler Birliği’nden Batı’ya (1966)
- Üçüncü Bir Dünya (1974)
- Almanya Beyleri ile Portekiz Bahçeleri (1975)

Sonstiges:
- Türkiye'deki Amerika (1967 zweibändig, 1969 einbändig)

| Personendaten    | Personendaten                         |
| ---------------- | ------------------------------------- |
| NAME             | Üstün, Nevzat                         |
| KURZBESCHREIBUNG | türkischer Dichter und Schriftsteller |
| GEBURTSDATUM     | 1924                                  |
| GEBURTSORT       | Istanbul                              |
| STERBEDATUM      | 8. November 1979                      |
| STERBEORT        | Bolu                                  |